# سیلمیدوگو
سیلمیدوگو شهری در شهرستان روکو در استان بام در بورکینافاسوی شمالی است و جمعیت آن ۱۴۲۷ نفر است.